# Alcis imbecilis
Alcis imbecilis là một loài bướm đêm trong họ Geometridae.